# Пам’ятник еміру Тимуру
Пам'ятник еміру Тимуру — бронзова кінна статуя Тамерлану, відомому полководцю, засновникові імперії Тимуридів, національному герою Узбекистану.
Автори скульптури — узбецькі скульптори Ільхом Джаббаров та Камол Джаббаров. Монумент відкрито з нагоди другої річниці незалежності Узбекистану 31 серпня 1993 року за присутності президента Іслама Карімова.
Скульптура зображує Тамерлана верхи у бойових обладунках та спорядженні з прикріпленим до сідла щитом. На голові у полководця шолом і вигляді царської корони. Лівою рукою вершник стримує коня, а правиця піднята догори. На гранітному постаменті пам'ятника вилито металевими літерами «Amir Temur» і девіз правителя «Сила у справедливості» чотирма мовами — узбецькою, російською, англійською та арабською.
Пам'ятник зображено на багатьох комеморативних монетах та поштових марках Узбекистану.